# Gällsjön (Stjärnorps socken, Östergötland, 649585-148736)
Gällsjön är en sjö i Linköpings kommun i Östergötland och ingår i Motala ströms huvudavrinningsområde. Sjön har en area på 0,0942 kvadratkilometer och ligger 82,4 meter över havet.

## Delavrinningsområde
Gällsjön ingår i det delavrinningsområde (649202-149425) som SMHI kallar för Rinner till Utloppet av Roxen. Medelhöjden är 83 meter över havet och ytan är 88,31 kvadratkilometer. Det finns inga avrinningsområden uppströms utan avrinningsområdet är högsta punkten. Avrinningsområdets utflöde Motala Ström mynnar i havet. Avrinningsområdet består mestadels av skog (26 procent) och jordbruk (33 procent). Avrinningsområdet har 95,63 kvadratkilometer vattenytor vilket ger det en sjöprocent på 27,4 procent. Bebyggelsen i området täcker en yta av 11,98 kvadratkilometer eller 3 procent av avrinningsområdet.